# OUB 센터
원 래플스 플레이스(One Raffles Place) 혹은 속칭 OUB 센터(OUB Centre)는 싱가포르의 다운타운 코어에 위치한 마천루 단지이다. 지상 63층, 280m의 건물로 1987년 완공 당시 대한민국의 63시티를 제치고 아시아 최고층 빌딩의 자리에 올랐으며, 이후 1990년 홍콩에 중국은행 타워가 건설될 때까지 그 자리를 유지했다.
지금도 싱가포르에서 UOB 플라자, 리퍼블릭 플라자와 더불어 3대 마천루 중 하나로 꼽힌다.

## 같이 보기
- 싱가포르의 마천루 목록
- 마천루 목록